# 천안업성초등학교
천안업성초등학교는 대한민국 충청남도 천안시 서북구에 있는 공립 초등학교이다.

## 학교 연혁
- 1922년 4월 15일: 설립인가
- 1949년 10월 19일: 개교
- 1962년 11월 1일: 천안업성국민학교로 개칭
- 1981년 3월 1일: 병설유치원 개설
- 1996년 3월 1일: 천안업성초등학교로 개칭
- 2017년 2월 10일: 제68회 8명 졸업
- 2017년 3월 2일: 6학급 편성, 병설유치원 1학급

## 참고 자료
- 천안업성초등학교 - 한국교육학술정보원 학교알리미